# Chionosphaera coppinsii
Chionosphaera coppinsii är en lavart som beskrevs av P. Roberts 1997. Chionosphaera coppinsii ingår i släktet Chionosphaera och familjen Chionosphaeraceae.   Inga underarter finns listade i Catalogue of Life.